# Jaafra
Jaafra (àrab: الجعافرة, al-Jʿāfra; amazic: ⵊⵄⴰⴼⵕⴰ) és una comuna rural de la província de Rehamna, a la regió de Marràqueix-Safi, al Marroc. Segons el cens de 2014 tenia una població total de 10.896 persones.